# Chemal'sky (huyện)
Huyện Chemal'sky (tiếng Nga: ? райо́н) là một huyện hành chính tự quản (raion), của Cộng hòa Altai, Nga. Huyện có diện tích 3224 km², dân số thời điểm ngày 1 tháng 1 năm 2000 là 10000 người. Trung tâm của huyện đóng ở Chemak.